# Корельское (Нижегородская область)
Корельское — деревня в городском округе Семёновский Нижегородской области. Входит в состав Тарасихинского сельсовета.

## География
Деревня находится на севере центральной части Нижегородской области, в зоне хвойно-широколиственных лесов,  на берегу ручья Алсма.

### Климат
Климат характеризуется как умеренно континентальный, с влажным нежарким летом и холодной снежной зимой. Средняя температура воздуха самого холодного месяца (января) составляет −12,9 °C; самого тёплого месяца (июля) — 18,4 °C. Годовое количество атмосферных осадков — 550—600 мм.

## История
В своё время имела начальную школу (до середины 1960-х годов), клуб, молочную ферму, магазин, заготовительную контору. За свою историю несколько раз горела и меняла своё расположение после пожара (это уже третье). Была в своё время старообрядческим скитом.
Жители деревни были более открытыми, светскими, по сравнению, с соседями из деревни Одинцы. Жили огородами (картофель, морковь, зелень, огурцы), лесом (грибы, ягоды, дранка, зверь), работали в совхозе и леспромхозе.
Ниже по течению Алсмы была установлена мельница для измельчения зерна. На востоке от деревни, в сторону деревни Ключи, был построен завод по перегону живицы (смолы). В радиусе 2—3 километров на юг от деревни располагаются, так называемые, скотское кладбище — отголосок сибирской язвы и барское поле — отголосок крепостного права.

## Население
| 2002 | 2010 |
| ---- | ---- |
| 3    | ↘0   |